# 1190-talet

## Händelser
- 1196 - Sverker den yngre väljs till kung av Sverige.

## Födda
- 23 november 1195 - Clemens IV, påve.
- 1195 - Urban IV, påve.
- 1199 - Alexander IV, påve.

## Avlidna
- 1190 - Chrétien de Troyes
- 1193 - Saladin, ledare för muslimerna under det tredje korståget
- 1198 - Averroes